# Kid Klown in Night Mayor World
Kid Klown in Night Mayor World conocido en Japón como Mickey Mouse III: Yume Fuusen (ミッキーマウスIII 夢ふうせん lit. "Mickey Mouse III: El Globo de los Sueños"?) es un videojuego de Plataforma para Nintendo Entertainment System lanzada en 1 de abril de 1993 en América del Norte. Fue Desarrollada y Publicada por Kemco. Es el primer juego de la serie Kid Klown.
- Datos: Q6404503